# 985

## أحداث
- تأسيس مدينة ولفرهامبتن وتقع حاليا في المملكة المتحدة.
- برشلونة تسقط في يد المنصور (ابي الأمير).

## مواليد
- أبو إسحاق الألبيري
- الحاكم بأمر الله سادس الخلفاء الفاطميين في مصر